# 坂本賞三
坂本 賞三（さかもと しょうぞう、1926年10月29日 - 2021年8月18日）は、日本の歴史学者。広島大学名誉教授。平安時代史が専門。

## 人物・来歴
中華民国（のち満洲）生まれ。広島大学文学部卒、同大学院修了、1977年「王朝国家と王朝貴族の国政観」で文学博士。滋賀大学助教授、広島大学文学部助教授を経て教授、1992年定年退官、名誉教授、神戸学院大学人文学部教授を務めた。

## 著書
- 『日本王朝国家体制論』東京大学出版会, 1972
- 『日本の歴史 6　摂関時代』小学館, 1974
- 『荘園制成立と王朝国家』塙選書 塙書房, 1985.6
- 『藤原頼通の時代 摂関政治から院政へ』平凡社選書 1991.5

### 編著
- 『王朝国家国政史の研究』編. 吉川弘文館, 1987.3